# Guillaume de Tudèle
Guillaume de Tudèle (en occitan Guilhèm de Tudèla ; c. 1199-1214) est l’auteur de la première partie de la Chanson de la croisade ou Cançon de la Crosada, un poème épique en occitan donnant un récit contemporain de la croisade contre les cathares.

## Biographie
Selon les informations qu’il fournit  sur lui-même dans les premières lignes de son poème, Guillaume est né à Tudela en Navarre (Espagne). Il se présente comme maître et clerc, indiquant ainsi qu’il a fait des études et qu’il a reçu les ordres mineurs. Il précise qu’il a étudié également la géomancie.
Vers 1199, Guillaume de Tudèle vient à Montauban  où il vit 11 ans. Il affirme que sa connaissance du futur par le moyen de la géomancie, l’a amené à se rendre en 1210 à Bruniquel, qui venait juste d’être légué à Baudouin, frère du Comte Raymond VI de Toulouse et brouillé avec lui. Le résultat de ce changement de domicile (et peut-être l’un de ses objectifs) est que Guillaume est entré au service de Baudouin. Il devient chanoine à  Saint-Antonin de Rouergue (place que Simon IV de Montfort avait justement capturée au cours de la croisade  des albigeois et avait donnée à Baudoin).

## Son œuvre
Guillaume  alors commence à composer la Chanson de la croisade albigeoise. L’œuvre dont la première partie  commence en 1210, semble avoir été achevée par Guillaume en 1213, au moins dans la forme sous laquelle nous la connaissons actuellement.
Notre connaissance de la vie de Guillaume se termine en 1213 ou 1214. Cette date correspond à celle de la capture (le 17 février 1214) et de l’exécution de Baudouin par son frère Raymond. De fait le poème de Guillaume nous parle de Baudouin  encore vivant. Enfin, le poème de Guillaume s’achève avant la bataille de Muret du 12 septembre 1213 : la  participation de Baudouin  dans le camp des vainqueurs lors de la bataille, au cours de laquelle Raymond perdit Toulouse et Pierre II d'Aragon fut tué, a servi de prétexte à l’exécution de Baudouin en tant que traitre. Si Guillaume a survécu à ces événements, il a dû être contraint d’arrêter le récit de ces épisodes. La seconde partie de la Chanson est écrite par un autre poète qui est resté anonyme.

## Éditions de laChanson de la croisade
- Claude Fauriel, Histoire de la croisade contre les hérétiques albigeois, écrite en vers provençaux par un poète contemporain, Paris, Collection de documents inédits sur l'histoire de France, 1837.
- Eugène Martin-Chabot, La chanson de la croisade albigeoise, Paris, Les Belles Lettres, 1973-1976, 3 volumes.
- Paul Meyer, La Chanson de la croisade contre les albigeois, commencée par Guillaume de Tudèle et continuée par un poète anonyme, Paris, 1875-78, 2 volumes.

## Publications
- (oc) Guilhèm de Tudèla, Guillaume de Tudèle et continuateur anonyme, Chanson de la Croisade contre les Albigeois , en vers, 255 p. (lire en ligne)
- Guillaume de Tudèle, La chanson de la croisade contre les Albigeois, t. tome 2, Paris, socièté de l'histoire de France, 1879 (lire en ligne)